# Friedmar Teßmer
Friedmar Teßmer (* 18. November 1940 in Stettin; † 21. November 2010 in Osterholz-Scharmbeck) war ein deutscher Offizier, zuletzt Brigadegeneral der Bundeswehr. 

## Leben
Teßmer absolvierte 1971 bis 1973 den 14. Generalstabslehrgang Heer an der Führungsakademie der Bundeswehr in Hamburg, wo er zum Offizier im Generalstabsdienst ausgebildet wurde.
Er war von 1990 bis zum 31. Dezember 1994 Kommandeur der Panzergrenadierbrigade 32 und zuletzt bis zu seiner Zurruhesetzung am 31. März 2001 Stellvertretender Kommandeur der 7. Panzerdivision in Düsseldorf. Weitere nennenswerte Verwendungen hatte er an der Führungsakademie der Bundeswehr und im Taktikzentrum des Heeres.
Nach seiner Pensionierung gab Teßmer im Jahr 2002 das Buch „Diese Richtung wie ich zeige … – Über den Einsatz von Streitkräften“ heraus.
Teßmer war evangelisch, Ehrenritter im Johanniterorden, Mitglied im Rotary Club und in seinem Kirchenkreis aktiv.
Neben seiner Ehefrau Elke, geborene Zorn, hinterließ er unter anderem eine Tochter und einen Sohn.

## Werke
- Diese Richtung wie ich zeige …: Über den Einsatz von Streitkräften. Justus-von-Liebig-Verlag, 2002, ISBN 978-3-87390-161-2.